# Cantonul Chambley-Bussières
Cantonul Chambley-Bussières este un canton din arondismentul Briey, departamentul Meurthe-et-Moselle, regiunea Lorena, Franța.

## Comune
| Comune                 | Populație (1999) | Cod poștal | Cod INSEE |
| ---------------------- | ---------------- | ---------- | --------- |
| Chambley-Bussières     | 653              | 54890      | 54112     |
| Dampvitoux             | 64               | 54470      | 54153     |
| Hagéville              | 120              | 54470      | 54244     |
| Mars-la-Tour           | 970              | 54800      | 54353     |
| Onville                | 541              | 54890      | 54410     |
| Puxieux                | 249              | 54800      | 54441     |
| Saint-Julien-lès-Gorze | 180              | 54470      | 54477     |
| Sponville              | 116              | 54800      | 54511     |
| Tronville              | 215              | 54800      | 54535     |
| Villecey-sur-Mad       | 324              | 54890      | 54570     |
| Waville                | 435              | 54890      | 54593     |
| Xonville               | 134              | 54800      | 54599     |